# Oregonfördraget
Oregonfördraget (engelska: Oregon Treaty) var ett avtal mellan USA och Storbritannien. Fördraget ingicks den 15 juni 1846 i Washington, DC och avslutade den gemensamma koloniseringen av Oregonterritoriet som nu delades mellan brittiska Kanada och USA. Fördraget blev ett stort tillskott i USA:s territoriella expansion.

## Bakgrund
Efter det Anglo-Amerikanska fördraget år 1818 överenskom länderna om en gemensam kolonisering av Oregonterritoriet, avtalet gällde för 10 år och förlängdes 1827 och nya förhandlingar var planerade till 1847. Området nyttjades främst av pälsjägare från det brittiska Hudson's Bay Company men även i USA ökade intresset för pälshandel med Rocky Mountain Fur Company som största aktör. Den ökande amerikanska koloniseringen via Oregonleden ökade också de amerikanska intressena för området.
Intressekonflikten ökade och området var en av Polks stridsfrågor till presidentvalet 1844 under slagordet "Fifty-four Forty or Fight!". Detta syftade på latitud 54° 40' N som var Oregonterritoriets norra gräns mot Ryska Amerika samtidigt som Storbritannien krävde att gränsen skulle ligga vid latitud 42° N vilket var områdets södra gräns mot Nya Spanien.

## Fördraget

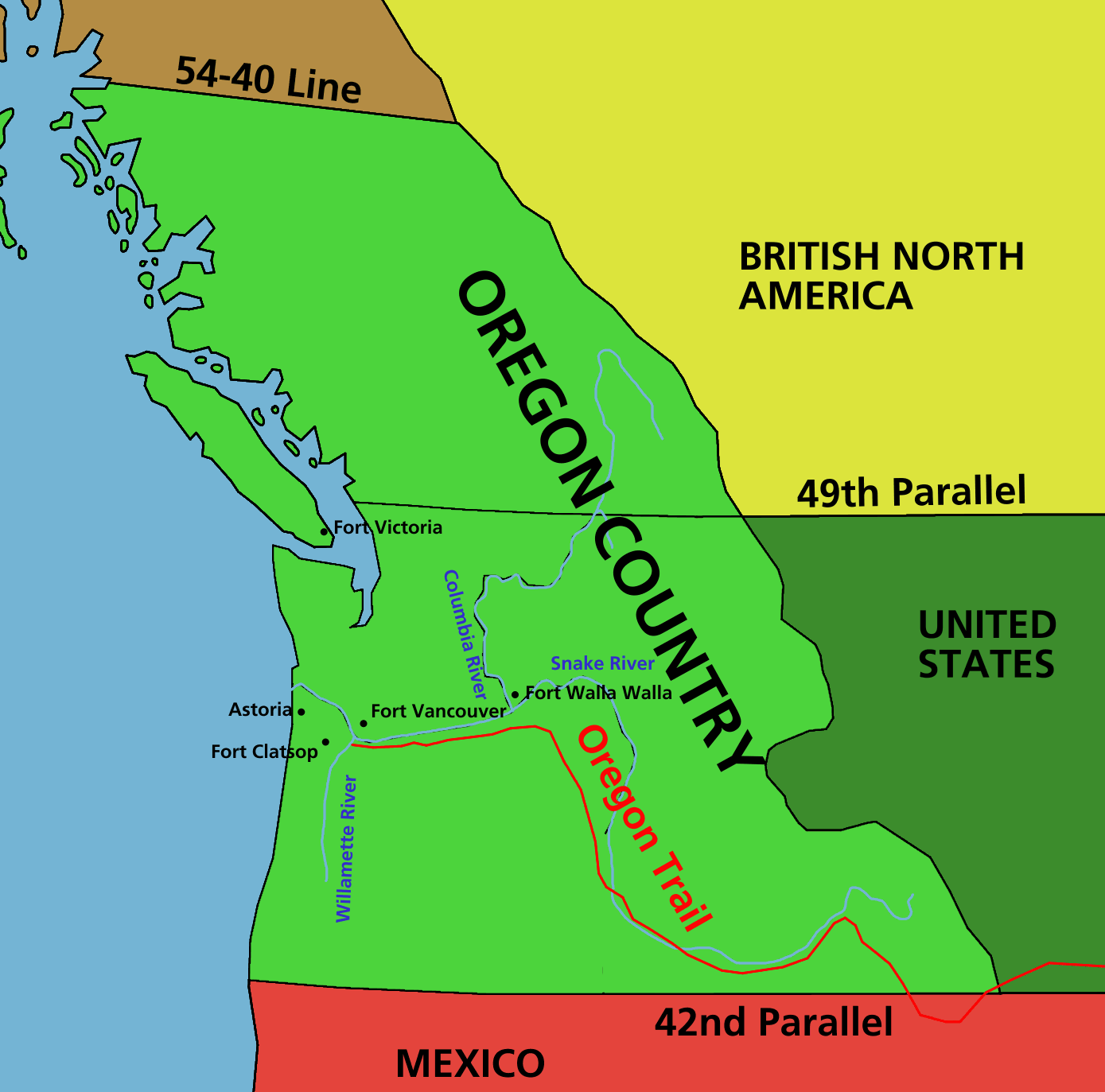
Det omtvistade Oregonterritoriet.

Förhandlingarna fördes mellan brittiske kronrådsledamoten Richard Pakenham i drottning Viktorias namn och USA:s utrikesminister James Buchanan (senare även president) under president James K. Polk. Förhandlingarna gick långsamt och först efter en kompromiss utarbetad av Storbritanniens utrikesminister George Hamilton-Gordon, 4:e earl av Aberdeen och senator John C. Calhoun kunde en lösning uppnås.
Fördragets officiella titel är "Fördraget med Storbritannien avseende gränserna väster om Klippiga bergen" (Treaty with Great Britain in Regards to Limits Westward of the Rocky Mountains).
Förhandlingarna inleddes sommaren 1845 , fördraget omfattar 5 paragrafer och undertecknades i Washington, D.C. den 15 juni.
Avtalet ratificerades av USA:s senat den 18 juni och senare av Storbritannien.

### Gränsreglering

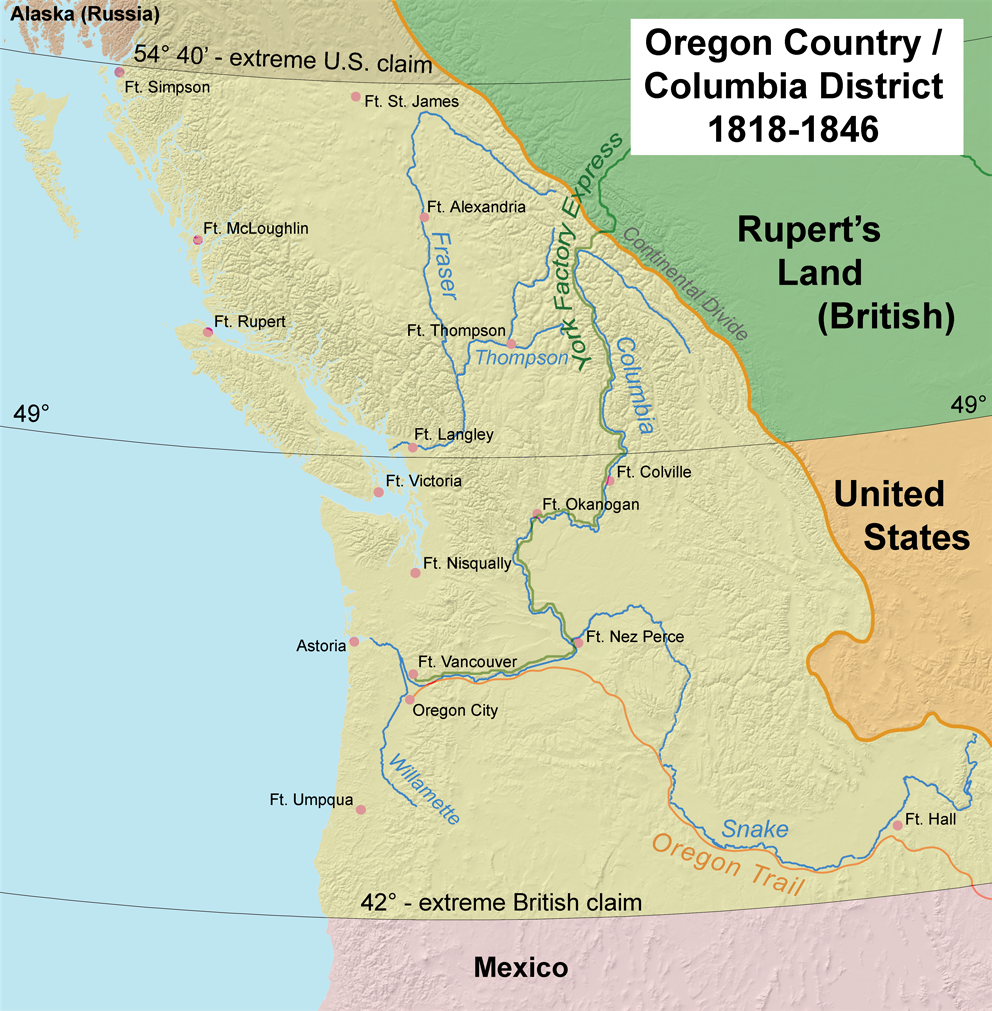
Gränsdragningen genom Oregonterritoriet.

Avtalet reglerade gränsen mellan USA och Brittiska Nordamerika, specifikt gränsen mellan dagens amerikanska delstater Washington, Idaho och Montana och kanadensiska provinsen British Columbia. Gränsen fastslogs längs latitud 49° N genom Klippiga bergen till kusten förutom kring Vancouver Island som helt tillföll Storbritannien då gränsen fastslogs till mitten på Juan de Fucasundet. Området som överläts till USA omfattade cirka 740 740 km². Avtalet omfattade dagens:
- Washington
- Oregon
- Idaho
- delar av Montana och Wyoming

Området Oregon Country inrättades den 15 juni 1846 och blev därefter Oregonterritoriet den 14 augusti 1848, delstaten Oregon inrättades den 14 februari 1859, Washington den 11 november 1889 och Idaho den 3 juli 1890.
Oklarheter kring San Juan Islands i Juan de Fucasundet ledde 1859 till en konflikt kallad Griskriget. Först 1872 löstes frågan genom medling av en internationell kommission under ledning av kejsar Vilhelm I av Tyskland.